# Park Patriot

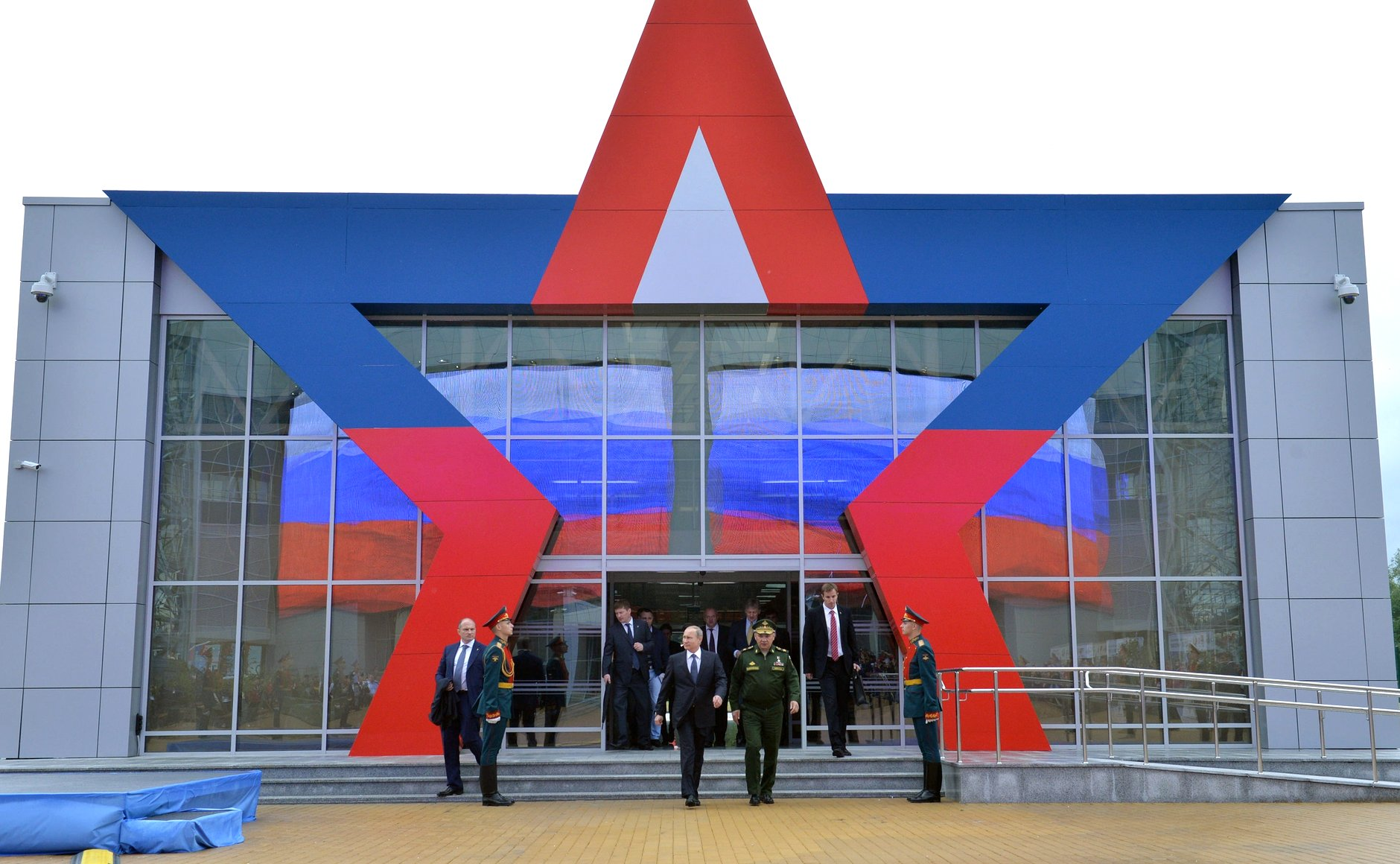
Kongresszentrum im Park Patriot (2015)

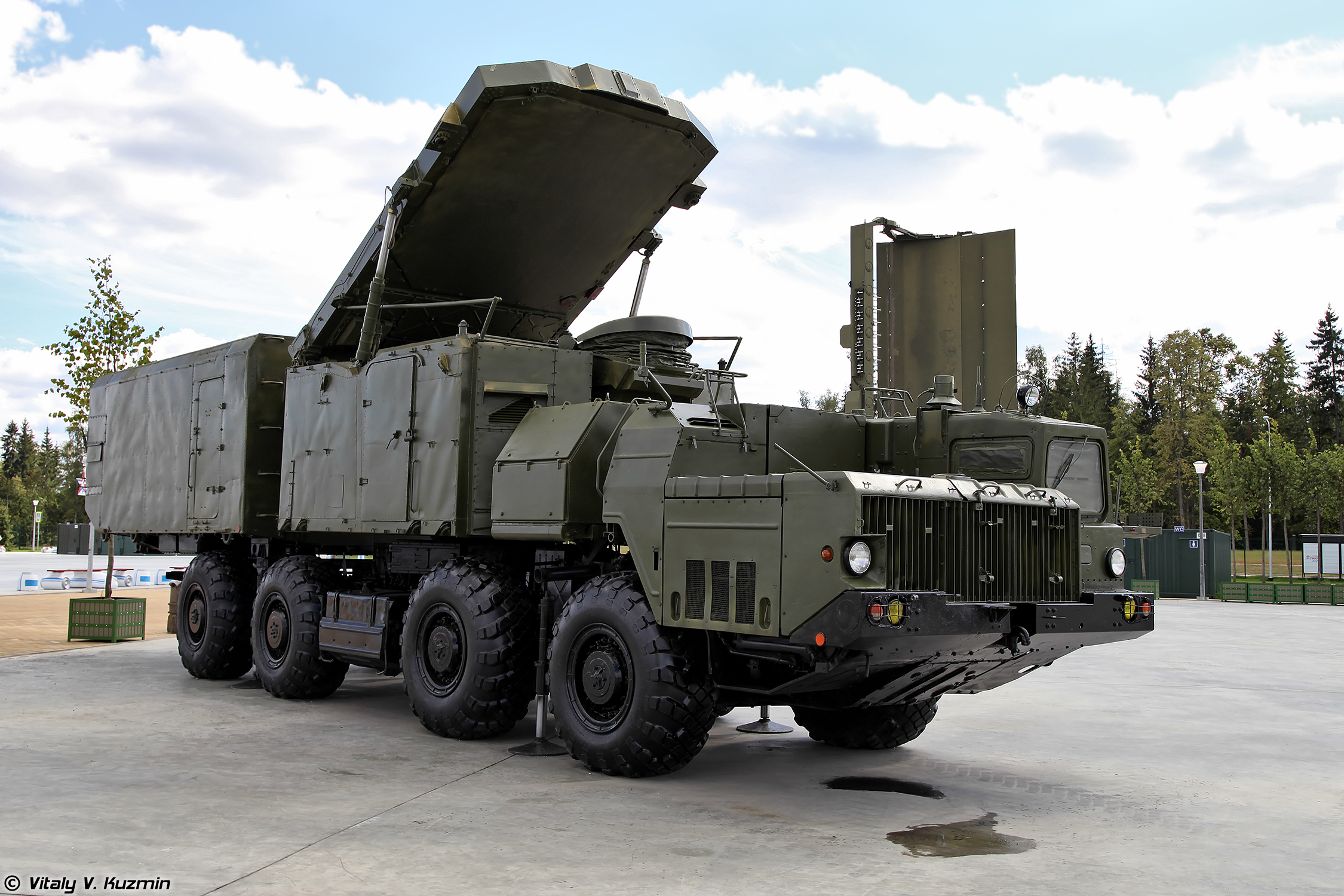
Flugabwehrraketen-Radar 30N6E2 (2015)

Der Park Patriot (russisch Парк «Патриот») ist ein propagandistischer Freizeitpark in Kubinka westlich von Moskau.
Der Park wird vom russischen Verteidigungsministerium betrieben. Es werden militärische Exponate gezeigt und Veranstaltungen zum Thema Landesverteidigung durchgeführt.
Im Jahr 2015 wurde in Sewastopol auf der Krim eine Filiale des Parks eröffnet.
Am 22. April 2017 weihte das russische Militär den Nachbau des deutschen Reichstagsgebäudes ein, vor dem die Schlacht um Berlin und der Sturm auf den Reichstag zum Ende des Zweiten Weltkrieges nachgespielt wurden.
Die Hauptkirche der Streitkräfte Russlands wurde am 22. Juni 2020, dem Tag der Erinnerung und der Trauer, auf dem Gelände eröffnet.